# Calineuria jezoensis
Calineuria jezoensis är en bäcksländeart som först beskrevs av Okamoto 1912.  Calineuria jezoensis ingår i släktet Calineuria och familjen jättebäcksländor. Inga underarter finns listade i Catalogue of Life.